# King of Mask Singer
The King of Mask Singer (tiếng Hàn: 미스터리 음악쇼 복면가왕; Romaja: Miseuteori Eumaksyo Bokmyeon-gawang; dịch nghĩa đen: "Chương trình Âm nhạc Bí ẩn: Vua của Ca sĩ Mặt nạ") là một chương trình tranh tài âm nhạc của Hàn Quốc được dẫn dắt bởi Kim Sung-joo, và giới thiệu bởi diễn viên lồng tiếng Lee Won-joon. Chương trình được phát sóng trên MBC vào Chủ Nhật hàng tuần lúc 16:50 (KST), bắt đầu từ ngày 5 tháng 4 năm 2015 như là một phần của loạt chương trình Tối Chủ Nhật của đài MBC, cùng với Real Men, thay thế cho Animals. King of Mask Singer là đối thủ cạnh tranh trực tiếp của Running Man (SBS) và The Return Of Superman (KBS2), lên sóng cùng thời điểm vào tối Chủ Nhật.

## Format
Mỗi cuộc thi kéo dài trong hai tập, các thí sinh sẽ đấu 1 đối 1, trải qua 3 vòng loại. Họ phải đeo những chiếc mặt nạ được thiết kế bởi nhà thiết kế Hwang Jae-geun để che giấu danh tính của bản thân, loại bỏ được một số yếu tố như độ nổi tiếng, sự nghiệp và tuổi tác, những yếu tố có thể dẫn đến bình chọn không dựa trên giọng hát. Ở vòng đầu tiên, hai thí sinh đối đầu với nhau sẽ cùng hát một bài hát, còn vòng hai và vòng ba mỗi thí sinh sẽ hát solo. Người thắng cuộc của từng cặp đấu được chọn dựa trên phiếu bình chọn trực tiếp tại trường quay của các khán giả và các giám khảo là người nổi tiếng. Danh tính của thí sinh sẽ không được tiết lộ cho đến khi họ bị loại. Thí sinh chiến thắng vòng ba sẽ tiếp tục thách đấu Vua Mặt nạ của những tập trước, và sẽ hoặc bị loại hoặc trở thành Vua Mặt nạ tiếp theo. Ha Hyun-woo của Guckkasten ("Music Captain of Our Local") có chín chiến thắng liên tiếp, cao nhất trong tất cả các thí sinh  và Son Seung-yeon ("The East Invincibility") có tám chiến thắng liên tiếp, cao nhất trong tất cả các thí sinh nữ. Do nhu cầu đòi hỏi cao, chương trình đã phát hành một album đặc biệt chứa những bản thu âm phòng thu chọn lọc của các thí sinh.

## Hội đồng giám khảo
| Tập #             | Cố định/thường xuyên                                   | Cố định/thường xuyên                                                                     | Khách mời |
| Tập #             | Diễn viên hài                                          | Người làm âm nhạc                                                                        | Khách mời |
| ----------------- | ------------------------------------------------------ | ---------------------------------------------------------------------------------------- | --- |
| Pilot             | Gim Gu-ra, Ji Sang-ryeol, Shin Bong-sun                | Kim Hyung-seok, Sandeul (B1A4)                                                           | Hwang Seok-jeong, Kim Jung-nam (Turbo), Yoo Sang-moo, So Yi-hyun, Kwanghee (ZE:A), Yura (Girl's Day)           |
| 1–2               | Gim Gu-ra, Ji Sang-ryeol, Lee Yoon-seok, Shin Bong-sun | Kim Hyung-seok                                                                           | Hwang Seok-jeong, Don Spike, Hong Eun-hee, Yoo Sang-moo, Son Dong-woon (HIGHLIGHT), Hani (EXID)                |
| 3–4               | Gim Gu-ra, Ji Sang-ryeol, Shin Bong-sun                | Kim Hyung-seok, Yoon Il-sang, Sandeul (B1A4)                                             | Baek Ji-young, Shin Bo-ra, NC.A                                                                                |
| 5–6               | Gim Gu-ra, Ji Sang-ryeol, Lee Yoon-seok, Shin Bong-sun | Yoon Il-sang, Sandeul (B1A4)                                                             | Seol Woon-do, Byun Ki-soo, Fujita Sayuri, Han Jin, Jimin (AOA)                                                 |
| 7–8               | Gim Gu-ra, Ji Sang-ryeol, Lee Yoon-seok, Shin Bong-sun | Kim Hyung-seok, Yoon Il-sang, Sandeul (B1A4)                                             | Lee Hyun-do, Hong Jin-young, Choi Hee, Son Dong-woon (HIGHLIGHT)                                               |
| 9–10              | Gim Gu-ra, Ji Sang-ryeol, Lee Yoon-seok, Shin Bong-sun | Kim Hyung-seok, Kim Chang-ryeol (DJ DOC), Yoon Il-sang, Sandeul (B1A4)                   | Baek Ji-young, K.Will, Lizzy (After School)                                                                    |
| 11–12             | Gim Gu-ra, Ji Sang-ryeol, Lee Yoon-seok, Shin Bong-sun | Kim Chang-ryeol (DJ DOC), Yoon Il-sang, Sandeul (B1A4)                                   | Hwang In-young, Verbal Jint, Son Dong-woon (HIGHLIGHT), Subin (Dal Shabet)                                     |
| 13–14             | Gim Gu-ra, Ji Sang-ryeol, Lee Yoon-seok, Shin Bong-sun | Kim Hyung-seok, Kim Chang-ryeol (DJ DOC), Yoon Il-sang, Sandeul (B1A4)                   | Lee Ji-hye, Verbal Jint, Seo In-young, Solbin (Laboum)                                                         |
| 15–16             | Gim Gu-ra, Ji Sang-ryeol, Lee Yoon-seok, Shin Bong-sun | Kim Hyung-seok, Kim Chang-ryeol (DJ DOC), Sandeul (B1A4)                                 | Kim Do-kyoon, Verbal Jint, Kyungri (Nine Muses), Subin (Dal Shabet)                                            |
| 17–18             | Gim Gu-ra, Ji Sang-ryeol, Lee Yoon-seok, Shin Bong-sun | Kim Hyung-seok, Kim Hyun-cheol, Kim Chang-ryeol (DJ DOC), Yoon Il-sang, Sandeul (B1A4)   | Seo Yu-ri, Suho (EXO)                                                                                          |
| 19–20             | Gim Gu-ra, Ji Sang-ryeol, Lee Yoon-seok, Shin Bong-sun | Kim Hyung-seok, Kim Hyun-cheol, Kim Chang-ryeol (DJ DOC), Yoon Il-sang, Sandeul (B1A4)   | Park Si-eun, Leeteuk (Super Junior)                                                                            |
| 21–22             | Gim Gu-ra, Ji Sang-ryeol, Lee Yoon-seok, Shin Bong-sun | Kim Hyung-seok, Kim Hyun-cheol, Kim Chang-ryeol (DJ DOC), Sandeul (B1A4)                 | Jang So-yeon, Son Dong-woon (HIGHLIGHT), Jiho (Oh My Girl)                                                     |
| 23–24             | Gim Gu-ra, Ji Sang-ryeol, Lee Yoon-seok, Shin Bong-sun | Kim Hyung-seok, Kim Hyun-cheol, Kim Chang-ryeol (DJ DOC)                                 | Kwon In-ha, Lee Chung-ah, Jun Hyo-seong (Secret), Hyuk (VIXX)                                                  |
| Special Live 2015 | Gim Gu-ra, Ji Sang-ryeol                               | Kim Hyung-seok                                                                           | Kim Yeon-woo, Kim Shin-young, Kangin (Super Junior), Nana (After School)                                       |
| 25–26             | Gim Gu-ra, Ji Sang-ryeol, Lee Yoon-seok, Shin Bong-sun | Kim Hyung-seok, Kim Hyun-cheol, Kim Chang-ryeol (DJ DOC), Sandeul (B1A4)                 | Kim Jong-seo, Kim Jeong-min, Son Dong-woon (HIGHLIGHT)                                                         |
| 27–28             | Gim Gu-ra, Ji Sang-ryeol, Lee Yoon-seok, Shin Bong-sun | Kim Hyung-seok, Kim Hyun-cheol, Kim Chang-ryeol (DJ DOC), Sandeul (B1A4)                 | Kim Sae-rom, Kim Jeong-min, Haeryung (BESTie)                                                                  |
| 29–30             | Gim Gu-ra, Ji Sang-ryeol, Lee Yoon-seok, Shin Bong-sun | Kim Hyun-cheol, Kim Chang-ryeol (DJ DOC), Sandeul (B1A4)                                 | Kim Jong-seo, Yang Sang-guk, Kim Sae-rom, Kim Jeong-min                                                        |
| 31–32             | Gim Gu-ra, Lee Yoon-seok, Shin Bong-sun                | Kim Hyung-seok, Kim Hyun-cheol, Kim Chang-ryeol (DJ DOC)                                 | Lee Byung-jin, K.Will, Kim Sae-rom, Son Dong-woon (HIGHLIGHT), Yerin (GFriend)                                 |
| 33–34             | Gim Gu-ra, Lee Yoon-seok, Shin Bong-sun                | Kim Hyung-seok, Yoo Young-seok, Kim Hyun-cheol, Kim Chang-ryeol (DJ DOC)                 | K.Will, Kan Mi-youn, Kim Jeong-min, Honggi (F.T. Island), Baro (B1A4)                                          |
| 35–36             | Gim Gu-ra, Lee Yoon-seok, Shin Bong-sun                | Kim Hyung-seok, Yoo Young-seok, Kim Hyun-cheol, Kim Chang-ryeol (DJ DOC), Sandeul (B1A4) | Eun Ji-won, Ray Yang, Kim Sae-rom                                                                              |
| 37–38             | Gim Gu-ra, Lee Yoon-seok, Shin Bong-sun                | Kim Hyung-seok, Yoo Young-seok, Kim Hyun-cheol, Kim Chang-ryeol (DJ DOC), Sandeul (B1A4) | Kim Hyun-wook, Ray Yang, Kim Jeong-min                                                                         |
| 39–40             | Gim Gu-ra, Lee Yoon-seok, Shin Bong-sun                | Yoo Young-seok, Kim Hyun-cheol, Jo Jang-hyuk                                             | Byul, Lee Hyun (8Eight/Homme), Ray Yang, Kim Sae-rom, Eric Nam                                                 |
| 41–42             | Gim Gu-ra, Lee Yoon-seok, Shin Bong-sun                | Kim Hyung-seok, Yoo Young-seok, Kim Hyun-cheol                                           | Bae Ki-sung (CAN), Yoo Sang-moo, Ray Yang, Kim Jeong-min, Jun Hyo-seong (Secret)                               |
| 43–44             | Gim Gu-ra, Lee Yoon-seok, Shin Bong-sun                | Kim Hyung-seok, Yoo Young-seok, Kim Hyun-cheol, Jo Jang-hyuk                             | Muzie, Kim Sae-rom, Sungjae (BTOB), YooA (Oh My Girl)                                                          |
| 45–46             | Gim Gu-ra, Lee Yoon-seok, Shin Bong-sun                | Kim Hyung-seok, Yoo Young-seok, Kim Hyun-cheol, Jo Jang-hyuk                             | Yoo Hyun-sang, Kim Heung-gook, Hong Yoon-hwa, Son Dong-woon (HIGHLIGHT), Nayeon (TWICE)                        |
| 47–48             | Gim Gu-ra, Lee Yoon-seok, Shin Bong-sun                | Yoo Young-seok, Kim Hyun-cheol, Jo Jang-hyuk                                             | Chae Yeon, Kim Joo-hee, Cao Lu (Fiestar), Cheetah, Mir (MBLAQ)                                                 |
| 49–50             | Gim Gu-ra, Lee Yoon-seok, Shin Bong-sun                | Yoo Young-seok, Kim Hyun-cheol                                                           | Jang Ho-il, Park Wan-kyu, Chae Yeon, Heo Kyung-hwan, Kang Kyun-sung (Noel), Nayeon (TWICE)                     |
| 51–52             | Gim Gu-ra, Lee Yoon-seok, Shin Bong-sun                | Yoo Young-seok, Kim Hyun-cheol, Jo Jang-hyuk                                             | Park So-hyun, Heo Kyung-hwan, Jo Jeong-min, Sandeul (B1A4), EXY (Cosmic Girls)                                 |
| 53–54             | Gim Gu-ra, Shin Bong-sun                               | Yoo Young-seok, Kim Hyun-cheol, Jo Jang-hyuk                                             | Lee Deok-jin, Won Ki-joon, K.Will, Hong Jin-young, Shin Bo-ra, Kim Ye-won, Solji (EXID), Jo Kwon (2AM)         |
| 55–56             | Gim Gu-ra, Lee Yoon-seok, Shin Bong-sun                | Yoo Young-seok, Kim Hyun-cheol, Jo Jang-hyuk                                             | Heo Kyung-hwan, Shin Go-eun, Younha, Mir (MBLAQ), Sandeul (B1A4), Binnie (Oh My Girl)                          |
| 57–58             | Gim Gu-ra, Lee Yoon-seok, Shin Bong-sun                | Yoo Young-seok, Kim Hyun-cheol, Jo Jang-hyuk                                             | Jang Hye-jin, Lee Seung-chul, Mir (MBLAQ), Heo Kyung-hwan, Shin Go-eun, Cao Lu (Fiestar)                       |
| 59–60             | Gim Gu-ra, Lee Yoon-seok, Shin Bong-sun                | Yoo Young-seok, Kim Hyun-cheol, Jo Jang-hyuk                                             | Heo Kyung-hwan, Jo Jeong-min, Younha, Mir (MBLAQ), Son Dong-woon (HIGHLIGHT), Jang Yi-jeong (History)          |
| 61–62             | Gim Gu-ra, Lee Yoon-seok, Shin Bong-sun                | Yoo Young-seok, Kim Hyun-cheol, Jo Jang-hyuk                                             | Kim Kiri, Shin Go-eun, Mir (MBLAQ), Sandeul (B1A4), TWICE (Chaeyoung, Tzuyu)                                   |
| 63–64             | Gim Gu-ra, Lee Yoon-seok, Shin Bong-sun                | Yoo Young-seok, Kim Hyun-cheol, Jo Jang-hyuk                                             | Kim Kiri, Shin Go-eun, Jo Jeong-min, Mir (MBLAQ), YooA (Oh My Girl)                                            |
| 65–66             | Gim Gu-ra, Lee Yoon-seok, Shin Bong-sun                | Yoo Young-seok, Kim Hyun-cheol, Jo Jang-hyuk                                             | Kim Kiri, Shin Go-eun, Kangnam (M.I.B), Yeoeun (Melody Day), Sandeul (B1A4), YooA (Oh My Girl)                 |
| 67–68             | Gim Gu-ra, Lee Yoon-seok, Shin Bong-sun                | Yoo Young-seok, Kim Hyun-cheol, Jo Jang-hyuk                                             | Sung Dae-hyun (R.ef), Sonya, Shin Go-eun, YooA (Oh My Girl), Gongchan (B1A4)                                   |
| 69–70             | Gim Gu-ra, Lee Yoon-seok, Shin Bong-sun                | Yoo Young-seok, Kim Hyun-cheol, Jo Jang-hyuk                                             | Yoon Hyung-bin, Shin Go-eun, Kangnam (M.I.B), Han Dong-geun, Jeonghwa (EXID), YooA (Oh My Girl)                |
| 71–72             | Gim Gu-ra, Lee Yoon-seok, Shin Bong-sun                | Yoo Young-seok, Kim Hyun-cheol, Jo Jang-hyuk                                             | Kim Heung-gook, YooA (Oh My Girl), Hong Ji-min, The One, Sonya, Ha Hyun-woo (Guckkasten), Luna (f(x))          |
| 73–74             | Gim Gu-ra, Lee Yoon-seok, Shin Bong-sun                | Yoo Young-seok, Kim Hyun-cheol, Jo Jang-hyuk, Yoo Seung-woo                              | Sung Dae-hyun (R.ef), Shin Go-eun, Kangnam (M.I.B), Han Dong-geun, YooA (Oh My Girl), Stephanie                |
| 75–76             | Gim Gu-ra, Lee Yoon-seok, Shin Bong-sun                | Yoo Young-seok, Kim Hyun-cheol, Jo Jang-hyuk, Yoo Seung-woo                              | Lee Yoon-mi, Shin Go-eun, Kangnam (M.I.B), Han Dong-geun, YooA (Oh My Girl)                                    |
| 77–78             | Gim Gu-ra, Lee Yoon-seok, Shin Bong-sun                | Yoo Young-seok, Kim Hyun-cheol, Jo Jang-hyuk, Yoo Seung-woo                              | Kim Hyun-chul, Yoon Hae-young, Horan (Clazziquai), Kangnam (M.I.B), DJ Soda, Hur Young-ji, Cha Eun-woo (ASTRO) |
| 79–80             | Gim Gu-ra, Lee Yoon-seok, Shin Bong-sun                | Yoo Young-seok, Kim Hyun-cheol, Jo Jang-hyuk, Yoo Seung-woo                              | Lee Yoon-mi, Brian Joo (Fly to the Sky), Yang Se-chan, Bora (Sistar), DinDin, Cheng Xiao (Cosmic Girls)        |
| Special Live 2016 | Gim Gu-ra, Shin Bong-sun                               | Yoo Young-seok, Jo Jang-hyuk                                                             | Kim Heung-gook, Ji Sang-ryeol, Park Ji-yoon, Jun Hyo-seong (Secret)                                            |
| 81–82             | Gim Gu-ra, Lee Yoon-seok, Shin Bong-sun                | Yoo Young-seok, Kim Hyun-cheol, Jo Jang-hyuk, Kai                                        | Sleepy (Untouchable), Jo Jeong-min, CNU (B1A4), DinDin, Ken (VIXX), Subin (Dal Shabet)                         |
| 83–84             | Gim Gu-ra, Lee Yoon-seok, Shin Bong-sun                | Yoo Young-seok, Kim Hyun-cheol, Jo Jang-hyuk, Kai                                        | Kim Heung-gook, Jung Ji-young, Park Jung-ah, Mithra Jin (Epik High), Tei, TWICE (Dahyun, Tzuyu)                |
| 85–86             | Gim Gu-ra, Lee Yoon-seok, Shin Bong-sun                | Yoo Young-seok, Kim Hyun-cheol, Jo Jang-hyuk, Kai                                        | Joon Park (g.o.d), Jang Woo-hyuk (H.O.T.), Yangpa, Hwayobi, Park Jin-joo, Cha Eun-woo (ASTRO)                  |
| 87–88             | Gim Gu-ra, Lee Yoon-seok, Shin Bong-sun                | Yoo Young-seok, Kim Hyun-cheol, Jo Jang-hyuk, Yoo Seung-woo                              | Chun Myung-hoon (NRG), Tony An (H.O.T.), Son Ho-young (g.o.d), Solbi, Yang Han-na, Binnie (Oh My Girl)         |
| 89–90             | Gim Gu-ra, Lee Yoon-seok, Shin Bong-sun                | Yoo Young-seok, Kim Hyun-cheol, Jo Jang-hyuk, Yoo Seung-woo, Kai                         | Han Young, Kangta (H.O.T.), TWICE (Nayeon, Tzuyu)                                                              |
| 91–92             | Gim Gu-ra, Lee Yoon-seok, Shin Bong-sun                | Yoo Young-seok, Kim Hyun-cheol, Jo Jang-hyuk, Yoo Seung-woo, Kai                         | Park Wan-kyu, Kim Hyun-jung, Niel (Teen Top), Nara (Hello Venus)                                               |
| 93–94             | Gim Gu-ra, Lee Yoon-seok, Shin Bong-sun                | Yoo Young-seok, Kim Hyun-cheol, Jo Jang-hyuk, Yoo Seung-woo, Kai                         | Choi Min-yong, Tei, Kim Kiri, Hyejeong (AOA), Jimin (BTS)                                                      |
| 95–96             | Gim Gu-ra, Lee Yoon-seok, Shin Bong-sun                | Yoo Young-seok, Kim Hyun-cheol, Jo Jang-hyuk, Yoo Seung-woo, Kai                         | Jeong Ga-eun, Seulong (2AM), Wooshin (UP10TION), Yebin (DIA)                                                   |
| 97–98             | Gim Gu-ra, Lee Yoon-seok, Shin Bong-sun                | Yoo Young-seok, Kim Hyun-cheol, Jo Jang-hyuk, Yoo Seung-woo, Kai                         | Choi Min-yong, Chae Yeon, Seulong (2AM), Lee Soo-min                                                           |
| 99–100            | Gim Gu-ra, Lee Yoon-seok, Shin Bong-sun                | Yoo Young-seok, Kim Hyun-cheol, Jo Jang-hyuk, Yoo Seung-woo, Kai                         | Seol Woon-do, Son Ho-young (g.o.d), Lim Jeong-hee, Solbin (Laboum)                                             |
| 101–102           | Gim Gu-ra, Lee Yoon-seok, Shin Bong-sun                | Yoo Young-seok, Kim Hyun-cheol, Jo Jang-hyuk, Yoo Seung-woo, Kai                         | Kim Dong-gyu, Jo Jung-chi, Kim Jeong-min, Byungchan (VICTON), Chaeyeon (DIA/I.O.I)                             |
| 103–104           | Gim Gu-ra, Lee Yoon-seok, Shin Bong-sun                | Yoo Young-seok, Kim Hyun-cheol, Jo Jang-hyuk, Yoo Seung-woo, Kai                         | Yoon Jung-soo, Oh Jeong-yeon, Eunkwang (BtoB), Hani (EXID)                                                     |
| 105–106           | Gim Gu-ra, Lee Yoon-seok, Shin Bong-sun                | Yoo Young-seok, Kim Hyun-cheol, Jo Jang-hyuk, Yoo Seung-woo, Kai                         | Kim Sung-ryung, Minah (Girl's Day), HIGHLIGHT (Doojoon, Junhyung), Vernon (SEVENTEEN)                          |
| 107–108           | Gim Gu-ra, Lee Yoon-seok, Shin Bong-sun                | Yoo Young-seok, Kim Hyun-cheol, Jo Jang-hyuk, Yoo Seung-woo, Kai                         | Lee Sang-min, Kim Il-joong, Ryoo Se-ra, Sejeong (Gugudan)                                                      |
| 109–110           | Gim Gu-ra, Lee Yoon-seok, Shin Bong-sun                | Yoo Young-seok, Kim Hyun-cheol, Jo Jang-hyuk, Yoo Seung-woo, Kai                         | g.o.d (Joon Park, Danny Ahn), Park Sung-kwang, Minjae (Sonamoo)                                                |
| 111–112           | Gim Gu-ra, Lee Yoon-seok, Shin Bong-sun                | Yoo Young-seok, Kim Hyun-cheol, Jo Jang-hyuk, Yoo Seung-woo, Kai                         | H.O.T. (Tony An, Lee Jae-won), Lee Hee-jin (Baby V.O.X), Hyojung (Oh My Girl)                                  |
| 113–114           | Gim Gu-ra, Lee Yoon-seok, Shin Bong-sun                | Yoo Young-seok, Kim Hyun-cheol, Jo Jang-hyuk, Yoo Seung-woo, Kai                         | Sechs Kies (Eun Ji-won, Kang Sung-hun), Lee Ji-hye, Moonhee (Bonus Baby)                                       |
| 115–116           | Gim Gu-ra, Lee Yoon-seok, Shin Bong-sun                | Yoo Young-seok, Kim Hyun-cheol, Jo Jang-hyuk, Yoo Seung-woo, Kai                         | Jung Jae-wook, g.o.d (Joon Park, Danny Ahn), Song Seung-hyun (F.T. Island), Kei (Lovelyz)                      |
| 117–118           | Gim Gu-ra, Lee Yoon-seok, Shin Bong-sun                | Yoo Young-seok, Kim Hyun-cheol, Jo Jang-hyuk, Yoo Seung-woo, Kai                         | Hwanhee (Fly to the Sky), Jang Young-ran, Roy Kim, TWICE (Sana, Chaeyoung)                                     |
| 119–120           | Gim Gu-ra, Lee Yoon-seok, Shin Bong-sun                | Yoo Young-seok, Kim Hyun-cheol, Jo Jang-hyuk, Yoo Seung-woo, Kai                         | Seo Kyung-seok, Danny Ahn (g.o.d), Song Kyung-ah, Sandara Park, NC.A                                           |
| 121–122           | Gim Gu-ra, Lee Yoon-seok, Shin Bong-sun                | Yoo Young-seok, Kim Hyun-cheol, Jo Jang-hyuk, Yoo Seung-woo, Kai                         | Im Jin-mo, Joon Park (g.o.d), Im Jin-mo, Eli (U-KISS), Jisoo (Blackpink)                                       |
| 123–124           | Gim Gu-ra, Lee Yoon-seok, Shin Bong-sun                | Yoo Young-seok, Kim Hyun-cheol, Jo Jang-hyuk, Yoo Seung-woo, Kai                         | Kim Min-jong, Hwang Hye-young, Nicole Jung, Dawon (SF9)                                                        |
| 125–126           | Gim Gu-ra, Lee Yoon-seok, Shin Bong-sun                | Yoo Young-seok, Kim Hyun-cheol, Jo Jang-hyuk, Yoo Seung-woo, Kai                         | Park Sang-min, Park Ji-seon, Jinyoung (B1A4), Bona (Cosmic Girls)                                              |
| 127–128           | Gim Gu-ra, Lee Yoon-seok, Shin Bong-sun                | Yoo Young-seok, Kim Hyun-cheol, Jo Jang-hyuk, Yoo Seung-woo, Kai                         | Lee Won-seok (Daybreak), Muzie, Kim Ji-sook, Taeil (Block B)                                                   |
| 129–130           | Gim Gu-ra, Lee Yoon-seok, Shin Bong-sun                | Yoo Young-seok, Kim Hyun-cheol, Jo Jang-hyuk, Yoo Seung-woo, Kai                         | Kim Hyo-jin, K.Will, Solar (Mamamoo), Arin (Oh My Girl)                                                        |
| 131–132           | Gim Gu-ra, Lee Yoon-seok, Shin Bong-sun                | Yoo Young-seok, Kim Hyun-cheol, Jo Jang-hyuk, Yoo Seung-woo, Kai                         | Son Ho-young (g.o.d), Narsha (Brown Eyed Girls), Lee Young-eun, Rowoon (SF9)                                   |
| 133–134           | Gim Gu-ra, Lee Yoon-seok, Shin Bong-sun                | Yoo Young-seok, Kim Hyun-cheol, Jo Jang-hyuk, Yoo Seung-woo, Kai                         | Lee Ji-hye, John Park, Key (SHINee), Yein (Lovelyz)                                                            |
| 135–136           | Gim Gu-ra, Lee Yoon-seok, Shin Bong-sun                | Yoo Young-seok, Kim Hyun-cheol, Jo Jang-hyuk, Yoo Seung-woo                              | Muzie, Lee Guk-joo, Joo Woo-jae, DinDin, Nancy (Momoland)                                                      |
| 137–138           | Gim Gu-ra, Lee Yoon-seok, Shin Bong-sun                | Yoo Young-seok, Kim Hyun-cheol, Jo Jang-hyuk, Kai, Kim Ho-young                          | Im Hyun-sik, Kan Mi-youn, Kwon Hyuk-soo, Choi Yoo-jung (Weki Meki), Sejun (Victon)                             |
| 139–140           | Gim Gu-ra, Lee Yoon-seok, Shin Bong-sun                | Yoo Young-seok, Kim Hyun-cheol, Jo Jang-hyuk, Kai, Kim Ho-young                          | Im Ha-ryong, Ahn Young-mi, Yoo Hwe-seung (N.Flying), Kim Chung-ha                                              |
| 141–142           | Gim Gu-ra, Lee Yoon-seok, Shin Bong-sun                | Yoo Young-seok, Kim Hyun-cheol, Jo Jang-hyuk, Kai, Kim Ho-young                          | DinDin, Seulgi (Red Velvet), Jiho (Oh My Girl)                                                                 |
| 143–144           | Gim Gu-ra, Lee Yoon-seok, Shin Bong-sun                | Yoo Young-seok, Kim Hyun-cheol, Jo Jang-hyuk, Kai, Kim Ho-young                          | Jung Jong-cheol, Lady Jane, Kang Daniel (Wanna One), Roh Ji-sun (Fromis 9)                                     |
| 145–146           | Gim Gu-ra, Lee Yoon-seok, Shin Bong-sun                | Yoo Young-seok, Kim Hyun-cheol, Jo Jang-hyuk, Kai, Kim Ho-young                          | Sunwoo Jung-a, Sandeul (B1A4), LE (EXID), Mina (Gugudan)                                                       |
| 147–148           | Gim Gu-ra, Lee Yoon-seok, Shin Bong-sun                | Yoo Young-seok, Kim Hyun-cheol, Jo Jang-hyuk, Kai, Kim Ho-young                          | Lady Jane, Ken (VIXX), Seungkwan (SEVENTEEN), Eunbin (CLC)                                                     |
| 149–150           | Gim Gu-ra, Lee Yoon-seok, Shin Bong-sun                | Yoo Young-seok, Kim Hyun-cheol, Jo Jang-hyuk, Kai, Kim Ho-young                          | Seo Ji-seok, Eunkwang (BtoB), TWICE (Momo, Mina, Chaeyoung)                                                    |
| 151–152           | Gim Gu-ra, Lee Yoon-seok, Shin Bong-sun                | Yoo Young-seok, Kim Hyun-cheol, Jo Jang-hyuk, Kai, Kim Ho-young                          | Fujita Sayuri, Kim Jae-woo, YooA (Oh My Girl), Seungkwan (SEVENTEEN)                                           |
| 153–154           | Gim Gu-ra, Lee Yoon-seok, Shin Bong-sun                | Yoo Young-seok, Kim Hyun-cheol, Jo Jang-hyuk, Kai, Kim Ho-young                          | Hong Seo-beom, Jo Gap-kyung, WINNER (Seunghoon, Seungyoon)                                                     |
| 155–156           | Gim Gu-ra, Lee Yoon-seok, Shin Bong-sun                | Yoo Young-seok, Kim Hyun-cheol, Jo Jang-hyuk, Kai, Kim Ho-young                          | Lady Jane, Lee Chang-min, Wanna One (Hwang Min-hyun, Lai Kuan-lin), Park Ji-won (Fromis 9)                     |
| 157–158           | Gim Gu-ra, Lee Yoon-seok, Shin Bong-sun                | Yoo Young-seok, Kim Hyun-cheol, Jo Jang-hyuk, Kai, Kim Ho-young                          | Kim Ga-yeon, Hong Jin-ho, Hanhae, Jimin (AOA), Hyunjun (IZ)                                                    |
| 159–160           | Gim Gu-ra, Lee Yoon-seok, Shin Bong-sun                | Yoo Young-seok, Kim Hyun-cheol, Jo Jang-hyuk, Kai, Kim Ho-young                          | Lee Moo-song, Park Jae-jung, Kim Min-seo, JooE (Momoland)                                                      |
| 161–162           | Gim Gu-ra, Lee Yoon-seok, Shin Bong-sun                | Yoo Young-seok, Kim Hyun-cheol, Jo Jang-hyuk, Kai, Kim Ho-young                          | Jeon Yoo-sung, Lee Guk-joo, BtoB (Hyunsik, Ilhoon), Yoojung (Weki Meki)                                        |
| 163–164           | Gim Gu-ra, Lee Yoon-seok, Shin Bong-sun                | Yoo Young-seok, Kim Hyun-cheol, Jo Jang-hyuk, Kai, Kim Ho-young                          | Lee Kye-in, Jung Tae-ho, SEVENTEEN (Jeonghan, Hoshi), Kim Chung-ha                                             |

## Danh sách Vua Mặt nạ
(Tên thí sinh in đậm thể hiện thí sinh nam và nữ có nhiều chiến thắng nhất.)
| Vua # | Thế hệ # | Thí sinh                             | Thí sinh                         | Nghề nghiệp                  | Chiến thắng | Chiến thắng                                | Bị loại ở tập # | Bình chọn trung bình |
| Vua # | Thế hệ # | Tên cải trang                        | Tên thật                         | Nghề nghiệp                  | Số lần      | Tập (những màn trình diễn chính)           | Bị loại ở tập # | Bình chọn trung bình |
| ----- | -------- | ------------------------------------ | -------------------------------- | ---------------------------- | ----------- | ------------------------------------------ | --------------- | -------------------- |
| —     | None     | Self-Luminous Mosaic                 | Solji của EXID                   | Ca sĩ                        | 1           | Pilot, 1                                   | None            | 54,21%               |
| 1     | 1–2      | Used Two Buckets của Gold Lacquer    | Luna của f(x)                    | Ca sĩ                        | 2           | 1–2, 4                                     | 6               | 52,02%               |
| 2     | 3        | Jingle Jingle Lark                   | Jinjoo                           | Ca sĩ                        | 1           | 5–6                                        | 8               | 49,49%               |
| 3     | 4–7      | CBR Cleopatra                        | Kim Yeon-woo                     | Ca sĩ                        | 4           | 7–8, 10, 12, 14                            | 16              | 67,97%               |
| 4     | 8        | King của Song Tungki                 | Lee Jung                         | Ca sĩ                        | 1           | 15–16                                      | 18              | 67,27%               |
| 5     | 9        | Give A Taste của Spicy Miss Pepper   | Yeoeun của Melody Day            | Ca sĩ                        | 1           | 17–18                                      | 20              | 55,15%               |
| 6     | 10–11    | Go! Hawaii                           | Hong Ji-min                      | Diễn viên nhạc kịch          | 2           | 19–20, 22                                  | 24              | 58,08%               |
| —     | None     | Sexy Vocal Cricket                   | Jo Jang-hyuk                     | Ca sĩ                        | 1           | Special Live 2015 (between 23 and 24)      | 34              | 60,97%               |
| 7     | 12       | Write With Love Pencil               | Sonya                            | Ca sĩ và diễn viên nhạc kịch | 1           | 23–24                                      | 26              | 53,33%               |
| 8     | 13–16    | Young and Innocent Cosmos            | Gummy                            | Ca sĩ                        | 4           | 25–26, 28, 30, 32                          | 34              | 66,33%               |
| 9     | 17–21    | Amazon Cat-Girl                      | Cha Ji-yeon                      | Diễn viên nhạc kịch          | 5           | 33–34, 36, 38, 40, 42                      | 44              | 61,27&               |
| 10    | 22–30    | Music Captain của Our Local          | Ha Hyun-woo của Guckkasten       | Ca sĩ                        | 9           | 43–44, 46, 48, 50, 52, 54, 56, 58, 60      | 62              | 68,22%               |
| 11    | 31–32    | An Out-and-Out Escape                | The One                          | Ca sĩ                        | 2           | 61–62, 64                                  | 66              | 59,26%               |
| 12    | 33–34    | Romantic The Dark Knight             | Roy Kim                          | Ca sĩ                        | 2           | 65–66, 68                                  | 70              | 61,45%               |
| 13    | 35       | Bulgwang-dong Gasoline               | Kim Yeon-ji của SeeYa            | Ca sĩ                        | 1           | 69–70                                      | 72              | 64,44%               |
| 14    | 36–39    | Get Excited Eheradio                 | Jung Dong-ha                     | Ca sĩ                        | 4           | 71–72, 74, 76, 78                          | 80              | 63,51%               |
| —     | None     | Heart Attack Cupid                   | Sandeul của B1A4                 | Ca sĩ                        | 1           | Special Live 2016 (between 79 and 80)      | 84              | 53,38%               |
| 15    | 40–42    | Ready to Order, Popcorn Girl         | Ali                              | Ca sĩ                        | 3           | 79–80, 82, 84                              | 86              | 62,88&               |
| 16    | 43–45    | Warm Heart Robot                     | Shin Yong-jae của 4Men           | Ca sĩ                        | 3           | 85–86, 88, 90                              | 92              | 64,65%               |
| 17    | 46       | Mysticism Baby Angel                 | Kim Myung-hoon của Ulala Session | Ca sĩ                        | 1           | 91–92                                      | 94              | 60,40%               |
| 18    | 47–49    | Hoppang Prince                       | Hwanhee của Fly to the Sky       | Ca sĩ                        | 3           | 93–94, 96, 98                              | 100             | 67,24%               |
| 19    | 50       | Gangnam Swallow                      | Bonggu của Gilgu Bonggu          | Ca sĩ                        | 1           | 99–100                                     | 102             | 58,59%               |
| 20    | 51–52    | Puss in Boots is Sing                | Lee Hae-ri của Davichi           | Ca sĩ                        | 2           | 101–102, 104                               | 106             | 59,76%               |
| 21    | 53–58    | 9 Songs, Mood Maker                  | Sohyang                          | Ca sĩ                        | 6           | 105–106, 108, 110, 112, 114, 116           | 118             | 65,96%               |
| 22    | 59       | 0 Calories If You Taste MC Hamburger | Kim Johan                        | Ca sĩ                        | 1           | 117–118                                    | 120             | 65,86%               |
| 23    | 60       | The Sea Otter Baby Seahorse          | K.Will                           | Ca sĩ                        | 1           | 119–120                                    | 122             | 61,21%               |
| 24    | 61–62    | Yeonghui                             | Ock Joo-hyun                     | Ca sĩ và diễn viên nhạc kịch | 2           | 121–122, 124                               | 126             | 59,93%               |
| 25    | 63–64    | Prince của Tree Frog                 | Kwon Jung-yeol của 10cm          | Ca sĩ                        | 2           | 125–126, 128                               | 130             | 63,47%               |
| 26    | 65–69    | Red Mouth                            | Sunwoo Jung-a                    | Ca sĩ                        | 5           | 129–130, 132, 134, 136, 138                | 140             | 64,42%               |
| 27    | 70       | Gypsy Woman                          | Ivy                              | Ca sĩ                        | 1           | 139–140                                    | 142             | 56,16%               |
| 28    | 71–78    | The East Invincibility               | Son Seung-yeon                   | Ca sĩ                        | 8           | 141–142, 144, 146, 148, 150, 152, 154, 156 | 158             | 68,43%               |
| 29    | 79–81    | Bob Ross                             | Han Dong-geun                    | Ca sĩ                        | 3           | 157–158, 160, 162                          | 164             | 69,26%               |
| 30    | 82–86    | Dongmakgol Girl                      | Solji of EXID                    | Ca sĩ                        | 5           | 163–164, 166, 168, 170, 172                | 174             | 69,70%               |

## Danh sách thí sinh vào chung kết trước khi đấu với Vua Mặt nạ
(Tên thí sinh in đậm thể hiện thí sinh trở thành Vua Mặt nạ tiếp theo.)
| Tập #             | Thế hệ # | Thí sinh thắng                            | Danh tính                        | Thí sinh về nhì                                   | Danh tính                         |
| ----------------- | -------- | ----------------------------------------- | -------------------------------- | ------------------------------------------------- | --------------------------------- |
| Pilot             | none     | Self-Luminous Mosaic                      | Solji của EXID                   | Orange that wears feathers                        | Kim Ye-won                        |
| 1–2               | 1        | Used Two Buckets của Gold Lacquer         | Luna của f(x)                    | Flowering Silky Fowl                              | Sandeul của B1A4                  |
| 3–4               | 2        | Exactly Cut in Half                       | Navi                             | Elegant Plaster Madam                             | Jang Hye-jin                      |
| 5–6               | 3        | Jingle Jingle Lark                        | Jinjoo                           | Tired Bumblebee                                   | Sungjae của BtoB                  |
| 7–8               | 4        | CBR Cleopatra                             | Kim Yeon-woo                     | High Frequency Pair Feelers                       | Ailee                             |
| 9–10              | 5        | Lightning in a Dry Sky                    | Jo Jang-hyuk                     | Perfume của Mosquito Time                         | Im Se-joon                        |
| 11–12             | 6        | Mother said Nope to UV                    | Jung Eun-ji của Apink            | Mount Kilimanjaro Leopard                         | Na Yoon-kwon                      |
| 13–14             | 7        | Take My Sword! Romantic Assassin          | Kim Boa của SPICA                | Young and Sexy Post Box                           | Lyn                               |
| 15–16             | 8        | King của Song Tungki                      | Lee Jung                         | JAWS has appeared                                 | Tei                               |
| 17–18             | 9        | Give A Taste của Spicy Miss Pepper        | Yeoeun của Melody Day            | Cotton Candy Come For Walk                        | Kang Min-kyung của Davichi        |
| 19–20             | 10       | Go! Hawaii                                | Hong Ji-min                      | A Pear Drops As A Crow Flies From The Tree        | Kim Seung-mi                      |
| 21–22             | 11       | Legendary Guitarman                       | Chen của EXO                     | Night Blooming Rose                               | Shin Hyo-beom                     |
| 23–24             | 12       | Write With Love Pencil                    | Sonya                            | Real Man Tough Guy                                | Lim Hyung-joo                     |
| Special Live 2015 | none     | Sexy Vocal Cricket                        | Jo Jang-hyuk                     | Sweet Voice Is So Sweet                           | Kim Boa của SPICA                 |
| 25–26             | 13       | Young and Innocent Cosmos                 | Gummy                            | Bright Full Moon                                  | Lee Seok-hoon của SG Wannabe      |
| 27–28             | 14       | Our Unbeatable Friend Taekwon V           | Muzie                            | Small Snoring Tiger                               | Jeon Bong-jin                     |
| 29–30             | 15       | Little Wizard Abracadabra                 | Eun Ga-eun                       | Ninon Maximus Sonhador Sparta                     | Lee Jeong-bong                    |
| 31–32             | 16       | Come Out, Your Majesty!                   | Lee Hyun của 8Eight/Homme        | Statue của Liberty                                | Dami Im                           |
| 33–34             | 17       | Amazon Cat-Girl                           | Cha Ji-yeon                      | Rainbow Romance                                   | Younha                            |
| 35–36             | 18       | Penguin Man                               | Kim Ji-hwan của 2BiC             | Lonely Man Leon                                   | Oh Jong-hyuk của Click-B          |
| 37–38             | 19       | Follow Me Samurai Admiral Kim             | Lee Ji-hoon                      | Dad Bought Bungeoppang                            | G.O của MBLAQ                     |
| 39–40             | 20       | Invincible Bangpai-kite Shield            | Jeon Woo-sung của Noel           | Rolled Up Good Fortune                            | Lim Jeong-hee                     |
| 41–42             | 21       | Catch Flies Farinelli                     | KCM                              | Golden Time của Miracle                           | Ryeowook của Super Junior         |
| 43–44             | 22       | Music Captain của Our Local               | Ha Hyun-woo của Guckkasten       | Dream của The Square                              | Jun. K của 2PM                    |
| 45–46             | 23       | Gaksul Who Came Last Year                 | Tei                              | Go Big Or Go Home                                 | Jo Kwanwoo                        |
| 47–48             | 24       | Be Careful For Cold The Little Match Girl | Hani của EXID                    | A Quiet Sort của Lightning Man                    | Miljenko Matijevic của Steelheart |
| 49–50             | 25       | Here Comes The Spring Girl                | Hyolyn của Sistar                | Puppet Pinocchio                                  | Park Ji-heon của V.O.S            |
| 51–52             | 26       | Space Agent Number Seven                  | Kim Bo-hyung của SPICA           | You Are The Where Have Some Fun Dancing All Night | Song So-hee                       |
| 53–54             | 27       | Use Your Vote On April 13                 | Han Dong-geun                    | Bohemian Rhapsody                                 | WoongSan                          |
| 55–56             | 28       | Express Roller Coaster                    | Kim Myung-hoon của Ulala Session | Can You Believe It Magic Castle                   | Yesung của Super Junior           |
| 57–58             | 29       | Mysterious Wonder Woman                   | Yangpa                           | Slam Dunk                                         | Kim Tae-woo của g.o.d             |
| 59–60             | 30       | The Lamp Genie                            | Kim Kyung-ho                     | Life của A Century                                | Kim Young-ji                      |
| 61–62             | 31       | An Out-and-Out Escape                     | The One                          | My Love Is My Bride                               | Bada của S.E.S.                   |
| 63–64             | 32       | The Dream của Dolphins                    | Seomoon Tak                      | Captain Korea                                     | Park Jae-jung                     |
| 65–66             | 33       | Romantic The Dark Knight                  | Roy Kim                          | Female Fatale                                     | Jo Hyun-ah của Urban Zakapa       |
| 67–68             | 34       | Finding Your Aunt                         | Choi Jin-yi của Rumble Fish      | Janggi and Faces                                  | Yoon Hyung-ryul                   |
| 69–70             | 35       | Bulgwang-dong Gasoline                    | Kim Yeon-ji của SeeYa            | Pots của Gold, Baby Demon                         | DK của SEVENTEEN                  |
| 71–72             | 36       | Get Excited Eheradio                      | Jung Dong-ha                     | Rear Cattle The Altair                            | Kim Shin-eui của Monni            |
| 73–74             | 37       | Mobius Strip                              | Lee Won-seok của Daybreak        | Your Lady Ride Flower Palanquin                   | Hwayobi                           |
| 75–76             | 38       | Straw Bag                                 | Kai                              | Seokbong                                          | Eunkwang của BtoB                 |
| 77–78             | 39       | Robin Hood của Justice                    | Huh Gak                          | Hey Watch, You Better Sing a Song                 | Lee Jae-hoon của Cool             |
| Special Live 2016 | none     | Heart Attack Cupid                        | Sandeul của B1A4                 | Quit Isn't in My Vocabulary, Prohibit Resignation | Lim Jeong-hee                     |
| 79–80             | 40       | Ready to Order, Popcorn Girl              | Ali                              | Anne của Green Gables                             | Choi Jung-won                     |
| 81–82             | 41       | Lovers in Paris Eiffel Tower              | Lee Jin-sung của Monday Kiz      | Rain in the Sky Raincoat Girl                     | Park Jin-joo                      |
| 83–84             | 42       | Long Life của the Golden Turtle           | Kim Dong-myung của Boohwal       | I Will Back Music Box                             | Baek A-yeon                       |
| 85–86             | 43       | Warm Heart Robot                          | Shin Yong-jae của 4Men           | The Wizard của OZ Dorothy                         | Monika của Badkiz                 |
| 87–88             | 44       | Weightliftergirl Kim Mask                 | Kim Na-young                     | Challenge! Infinite Fashion King                  | Park Wan-kyu                      |
| 89–90             | 45       | Heart Heart Queen                         | Park Ki-young                    | Tunning! Violin Man                               | Kim Feel                          |
| 91–92             | 46       | Mysticism Baby Angel                      | Kim Myung-hoon của Ulala Session | Regional Defense Corps Desertman                  | Jung Seung-hwan                   |
| 93–94             | 47       | Hoppang Prince                            | Hwanhee của Fly to the Sky       | Skip to the End, Hello                            | Suran                             |
| 95–96             | 48       | 2017! Only The Flower Road                | Lee Hyuk của Norazo              | Party Queen Grasshopper                           | U Sung-eun                        |
| 97–98             | 49       | More Beautiful Than Flowers, Deer         | DK của December                  | A God của Thunderstorm, Thor                      | Son Jun-ho                        |
| 99–100            | 50       | Gangnam Swallow                           | Bonggu của Gilgu Bonggu          | Girl with a Pearl Earring                         | Jang Hee-young                    |
| 101–102           | 51       | Puss in Boots is Sing                     | Lee Hae-ri của Davichi           | Ballerina                                         | Lina của The Grace                |
| 103–104           | 52       | Kim Tak-gu, a Song Linguist               | Goo Ja-myung                     | Miss Korea 2017 Azalea                            | Lisa                              |
| 105–106           | 53       | 9 Songs, Mood Maker                       | Sohyang                          | Mok-dong, Yangcheon-gu, the Shepherd Boy          | Bae In-hyuk của Romantic Punch    |
| 107–108           | 54       | If You Listen to My Song, Banana          | Park Seon-joo                    | Uncle Is Boss Chute Man                           | Min Young-gi                      |
| 109–110           | 55       | Devoted Singer Carnation Man              | Lee Se-joon của Yurisangja       | My Name Is Kimppangsun                            | Ahn Shin-ae của The Barberettes   |
| 111–112           | 56       | Kang Baekho                               | Hwang Chi-yeul                   | Don't Be Dazzled by Patterns! Ladybug             | Lee Ye-joon                       |
| 113–114           | 57       | The Master của Transformation 'Raccoon'   | Park Hye-na                      | Internet Shopping Mania, Surfing Girl             | Gilme của Clover                  |
| 115–116           | 58       | Voice Blue Ocean Marine Boy               | John Park                        | Heal the World Black Jackson                      | Sanchez của PHANTOM               |
| 117–118           | 59       | 0 Calories If You Taste MC Hamburger      | Johan Kim                        | Stingray                                          | Kim Hwa-soo của T.△.S             |
| 119–120           | 60       | The Sea Otter Baby Seahorse               | K.Will                           | Power Up Popeye Eating Spinach                    | Joo Jong-hyuk của Paran           |
| 121–122           | 61       | Yeonghui                                  | Ock Joo-hyun                     | Fruit Ice Flakes with Syrup                       | Lee So-eun                        |
| 123–124           | 62       | Madonna                                   | Kim Yeon-ja                      | Flamingo                                          | Jeon In-hyuk của YADA             |
| 125–126           | 63       | Prince của Tree Frog                      | Kwon Jung-yeol của 10cm          | Goddess Athena                                    | Jeok Woo                          |
| 127–128           | 64       | Domestic Clock                            | Go Young-bae của Soran           | A Blowfish Lady                                   | Joo Hee của 8Eight                |
| 129–130           | 65       | Red Mouth                                 | Sunwoo Jung-a                    | Green Mother                                      | Lee Ji-young của Big Mama         |
| 131–132           | 66       | Dreamcatcher                              | Ben                              | Green Crocodile                                   | Park Kwang-seon của Ulala Session |
| 133–134           | 67       | Runaway Sleigh                            | Kwak Dong-hyun                   | Ghost Bride                                       | Shin Yeon-ah của Big Mama         |
| 135–136           | 68       | Full của Luck                             | Im Do-hyuk                       | Woodcutter                                        | Seungkwan của SEVENTEEN           |
| 137–138           | 69       | Flame Man                                 | Kim Min-seok của MeloMance       | Mistery Circle                                    | Jo Kwon của 2AM                   |
| 139–140           | 70       | Gypsy Woman                               | Ivy                              | Vermilion Bird                                    | Yoo Seul-gi của DUETTO            |
| 141–142           | 71       | The East Invincibility                    | Son Seung-yeon                   | Crane Guy                                         | Hui của PENTAGON                  |
| 143–144           | 72       | Drum Man                                  | Lee Chang-min của 2AM/Homme      | Matrix                                            | Nine9 của Dear Cloud              |
| 145–146           | 73       | La-la-land                                | Park Ji-yoon                     | Antenna                                           | Jundoy của Lazybone               |
| 147–148           | 74       | Gameboy                                   | Yoo Hwe-seung của N.Flying       | Scallop                                           | JeA của Brown Eyed Girls          |
| 149–150           | 75       | Royal Guard                               | Kim Jae-hwan của Wanna One       | Comb-pattern Pottery                              | Babylon                           |
| 151–152           | 76       | Gazette Detective                         | Kim Chang-yeol của DJ Doc        | Taj Mahal                                         | High.D của Sonamoo                |
| 153–154           | 77       | Picasso                                   | Ji Se-hee                        | Vietnam Girl                                      | Min Seo                           |
| 155–156           | 78       | Gladiator                                 | Eunkwang của BtoB                | Open-air Bath                                     | Go Eun-sung                       |
| 157–158           | 79       | Bob Ross                                  | Han Dong-geun                    | Lesser Panda                                      | Ha Sung-woon của Wanna One        |
| 159–160           | 80       | Coral Girl                                | Kim Soo-yeon                     | David Beckham                                     | Baekho của NU'EST                 |
| 161–162           | 81       | Salvador Dalí                             | Woohyun của INFINITE             | World Cup Soccer Ball                             | Lee Sang-gon của Noel             |
| 163–164           | 82       | Dongmakgol Girl                           | Solji của EXID                   | Coffee Bag                                        | Yook Jung-wan của Rose Motel      |
| 165-166           | 83       | Harney                                    | Sunye của Wonder girls           | Cheetah                                           | Park Ae-ri                        |
| 167-168           | 84       | Siran                                     | Park Ki-young                    | Archery                                           | Lee Huyn-seop                     |
| 169-170           | 85       | Longtail                                  | Lyn                              | Justice Bao                                       | Paul Potts                        |
| 171-172           | 85       | Black Swam                                | Moon Myung-jin                   | Perception Changes Boys                           | Kang Hong-seok                    |
| 173 -174          | 86       | Gaint chestnuts of Bread                  | Muzie                            | Mi-shil                                           | Jung Young-joo                    |

## Giải thưởng và đề cử
| Năm  | Giải                                 | Hạng mục                                        | Recipients               | Kết quả   |
| ---- | ------------------------------------ | ----------------------------------------------- | ------------------------ | --------- |
| 2015 | MBC Entertainment Awards             | Best Writer Award                               | Park Won-woo             | Đoạt giải |
| 2015 | MBC Entertainment Awards             | Excellence Award for Music/Talk Show (Male)     | Kim Yeon-woo             | Đoạt giải |
| 2015 | MBC Entertainment Awards             | Grand Prize (Daesang)                           | Kim Gu-ra                | Đoạt giải |
| 2015 | MBC Entertainment Awards             | Special Award                                   | Shin Bong-sun            | Đoạt giải |
| 2015 | MBC Entertainment Awards             | Rookie Award for Music/Talk Show (Male)         | Kim Hyung-seok           | Đoạt giải |
| 2015 | MBC Entertainment Awards             | Top Excellence Award for Music/Talk Show (Male) | Kim Sung-joo             | Đoạt giải |
| 2015 | 51st Baeksang Arts Awards            | Best Male Variety Performer                     | Kim Sung-joo             | Đề cử     |
| 2016 | 52nd Baeksang Arts Awards            | Best Male Variety Performer                     | Kim Sung-joo             | Đề cử     |
| 2016 | 52nd Baeksang Arts Awards            | Best Entertainment Program                      | King of Mask Singer      | Đoạt giải |
| 2016 | 43rd Korean Broadcasting Grand Prize | Musician Category                               | Ha Hyun-woo              | Đoạt giải |
| 2016 | 16th MBC Entertainment Awards        | Special Award                                   | Ha Hyun-woo              | Đoạt giải |
| 2016 | 16th MBC Entertainment Awards        | Grand Prize (Daesang)                           | Kim Sung-joo             | Đề cử     |
| 2016 | 16th MBC Entertainment Awards        | Top Excellence Award in Music/Talk Show         | Kim Sung-joo             | Đoạt giải |
| 2016 | 16th MBC Entertainment Awards        | Top Excellence Award in Music/Talk Show         | Kim Gu-ra                | Đề cử     |
| 2016 | 16th MBC Entertainment Awards        | PD's Award                                      | Kim Gu-ra                | Đoạt giải |
| 2016 | 16th MBC Entertainment Awards        | Male Excellence Award in Music/Talk Show        | Yoo Young-seok           | Đoạt giải |
| 2016 | 16th MBC Entertainment Awards        | Male Excellence Award in Music/Talk Show        | Lee Yoon-seok            | Đề cử     |
| 2016 | 16th MBC Entertainment Awards        | Female Excellence Award in Music/Talk Show      | Solbi                    | Đoạt giải |
| 2016 | 16th MBC Entertainment Awards        | Female Excellence Award in Music/Talk Show      | Ali                      | Đề cử     |
| 2016 | 16th MBC Entertainment Awards        | Male Rookie Award in Music/Talk Show            | Roy Kim                  | Đề cử     |
| 2016 | 16th MBC Entertainment Awards        | Female Rookie Award in Music/Talk Show          | Shin Go-eun              | Đoạt giải |
| 2016 | 16th MBC Entertainment Awards        | Female Rookie Award in Music/Talk Show          | Lee Sun-bin              | Đề cử     |
| 2016 | 16th MBC Entertainment Awards        | Female Rookie Award in Music/Talk Show          | Park Jin-joo             | Đề cử     |
| 2016 | 16th MBC Entertainment Awards        | Program of the Year                             | King of Mask Singer      | Đề cử     |
| 2016 | 16th MBC Entertainment Awards        | Best Teamwork Award                             | King of Mask Singer      | Đoạt giải |
| 2017 | 17th MBC Entertainment Awards        | Grand Prize (Daesang)                           | Gim Seong-ju             | Đề cử     |
| 2017 | 17th MBC Entertainment Awards        | Program of the Year                             | King of Mask Singer      | Đề cử     |
| 2017 | 17th MBC Entertainment Awards        | Top Excellence Award in Show/Sitcom Category    | Gim Gu-ra                | Đề cử     |
| 2017 | 17th MBC Entertainment Awards        | Top Excellence Award in Show/Sitcom Category    | Gim Seong-ju             | Đề cử     |
| 2017 | 17th MBC Entertainment Awards        | Excellence Award in Show/Sitcom Category        | Kim Hyun-cheol           | Đoạt giải |
| 2017 | 17th MBC Entertainment Awards        | Excellence Award in Show/Sitcom Category        | Choi Min-yong            | Đề cử     |
| 2017 | 17th MBC Entertainment Awards        | Excellence Award in Show/Sitcom Category        | Lee Yoon-seok            | Đề cử     |
| 2017 | 17th MBC Entertainment Awards        | Excellence Award in Show/Sitcom Category        | Shin Bong-sun            | Đề cử     |
| 2017 | 17th MBC Entertainment Awards        | Rookie Award in Show/Sitcom Category            | Kai                      | Đoạt giải |
| 2017 | 17th MBC Entertainment Awards        | PD's Award                                      | King of Mask Singer team | Đoạt giải |
| 2017 | 17th MBC Entertainment Awards        | Special Award (Music Show)                      | Sohyang                  | Đoạt giải |